# Lučelnica Tomaševečka
Lučelnica Tomaševečka es una localidad de Croacia en el ejido de la ciudad de Klanjec, condado de Krapina-Zagorje.

## Geografía
Se encuentra a una altitud de 177 m s. n. m. a 42,4 km de la capital nacional, Zagreb.

## Demografía
En el censo 2011, el total de población de la localidad fue de 213 habitantes.